# Rayong
Rayong (thailändisch ระยอง, [ráʔ.jɔːŋ]; vollständiger Name: „Thesaban Nakhon Rayong“ – เทศบาลนครระยอง) ist eine „Großstadt“ (Thesaban Nakhon) in der Provinz Rayong. 
Die Provinz Rayong liegt im Osten Thailands, am Golf von Thailand. Sie wird verwaltungstechnisch jedoch zur Zentralregion gezählt.

## Geographie
Rayong liegt am Golf von Thailand inmitten einer fruchtbaren Gegend und fischreicher Küstengewässer. Rayong wird vom Mae Nam Rayong durchzogen. Die Entfernung zur Hauptstadt Bangkok beträgt etwa 200 km.
Der Nationalpark Khao Laem Ya – Mu Ko Samet liegt im Amphoe Mueang Rayong.

## Wirtschaft und Bedeutung
Die Hauptprodukte der Landwirtschaft sind Erträge der Obstplantagen: Durian, Rambutan und Mangostanfrucht, auch Zuckerrohr, Maniok und Ananas.
In Rayong wird ein großer Teil der thailändischen Fischsauce (น้ำปลา – Nam Pla) hergestellt, die in der thailändischen Küche unverzichtbar ist.
Seit Beginn der 1990er Jahre entwickelten sich Rayong und seine nähere Umgebung durch Initiative (Eastern Seaboard) der thailändischen Regierung zu einer Wirtschaftszone mit dem Tiefseehafen Map Ta Put und der Ansiedlung zahlreicher westlicher und asiatischer Großunternehmen, wie BASF, SIG Combibloc, BMW, Toyota, General Motors und Ford. Ford hat im Mai 2012 ein großes Werk eröffnet, die Kosten des Werkes beliefen sich auf 450 Millionen Dollar. Unangenehme Begleiterscheinung ist die in Teilbereichen starke Umweltbelastung durch industrielle und mitunter giftige Abgase.

## Verkehr
Der nächste Flughafen ist der U-Tapao–Rayong–Pattaya International Airport. Mit dem Auto erreicht man Rayong über die Thanon Sukhumvit Thai Highway 3,  Thai Highway 36 (Pattaya-Rayong) sowie die Autobahn 7.

## Geschichte
Rayong wird erstmals erwähnt, als König Taksin nach dem Fall Ayutthayas mit etwa 5000 Getreuen in Rayong Station machte und die thailändische Flotte von hier aus neu aufbaute, bevor er nach Chanthaburi weiterzog. Es war in Rayong, als seine Soldaten ihm wegen seines Mutes und seiner Organisationskraft den Königstitel antrugen.

## Sehenswürdigkeiten
- Wat Lum Mahachai Chumphon (Thai: วัดลุ่มมหาชัยชุมพล) – buddhistische Tempelanlage (Wat) mit einem Schrein des Königs Taksin (ศาลสมเด็จพระเจ้าตากสิน – Saan Somdet Phra Chao Taksin).
- Wat Pa Pradu (Thai: วัดป่าประดู่) – mit einem großen liegenden Buddha
- Phra Chedi Klang Nam (Chedi im Wasser) (พระเจดีย์กลางน้ำ) – ungefähr 2 km südlich des Stadtzentrums auf einer kleinen Insel im Fluss Rayong steht die 10 m hohe Pagode, an der im November ein Tempelfest mit Bootsrennen und Volkstheater abgehalten wird.
- Sao Lak Mueang (ศาลหลักเมือง) – die Stadtsäule (Lak Mueang) steht heute in einem chinesisch anmutenden Ziegelbau und war früher in einem Holzschrein untergebracht.
- Phra Buddha Angkirot (พระพุทธอังคีรสซึ่ง) – die wichtigste Buddha-Statue der Stadt steht in einem Pavillon im Park Suan Sri Mueang (สวนศรีเมือง) hinter dem Rathaus.
- Mangroven-Park mit Aussichtsturm am Fluss Rayong in Küstennähe (südwestlich des Stadtzentrums).
- Botanischer Garten Sobha – an der Straße Rayong-Ban Phe und verfügt über eine große Vielzahl an Bäumen und Pflanzen, auch sind drei Häuser in klassischem Thaistil zu sehen, die über einhundert Jahre alt sind.
- Fischereihafen – lebhafter Handel und Wandel kennzeichnet diesen Teil Rayongs.
- Hat Sai Thong (Goldener Strand) – liegt etwa fünf Kilometer westlich von Rayong und gilt als ruhig und sauber; ihm vorgelagert ist die Insel Ko Saket.
- Rayong-Aquarium – öffentliches Aquarium
- Nationalpark Khao Laem Ya – Mu Ko Samet (อุทยานแห่งชาติเขาแหลมหญ้า-หมู่เกาะเสม็ด) mit der Insel Ko Samet, von Ban Phe aus zu erreichen.

## Bilder

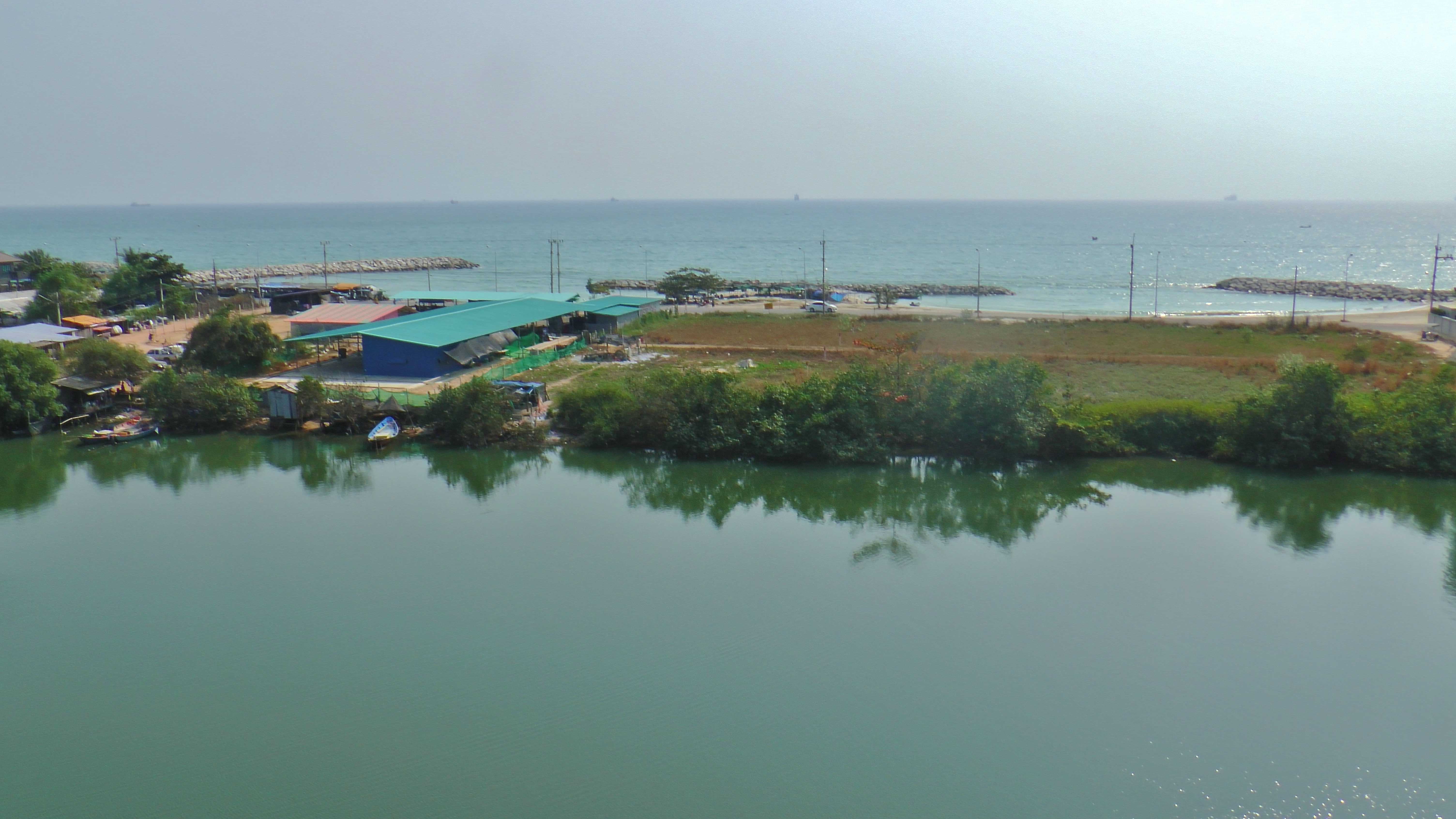
Blick vom Aussichtsturm im Mangroven-Park
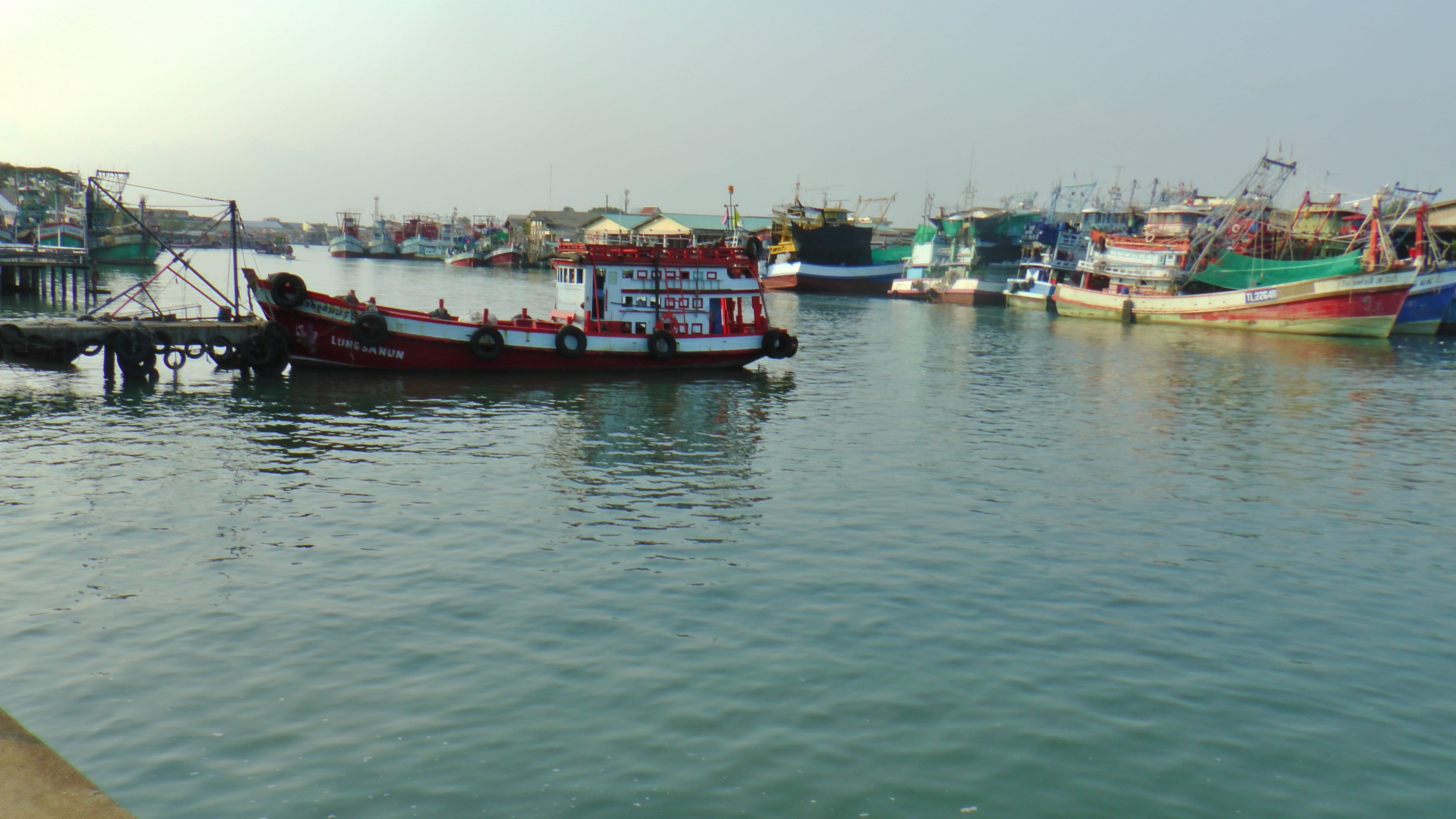
Fluss Rayong mit Hafen, Richtung Nordwest

## Persönlichkeiten
- Kittisak Rawangpa (* 1975), Fußballtorhüter
- Adisak Srikumpang (* 1985), Fußballspieler
- Naruphon Putsorn (* 1988), Fußballspieler
- Chusana Numkanitsorn (* 1989), Fußballspieler
- Sila Srikampang (* 1989), Fußballspieler
- Suttipong Laoporn (* 1990), Fußballspieler
- Wasan Samarnsin (* 1992), Fußballspieler
- Apirat Heemkhao (* 1993), Fußballspieler
- Artit Promkun (* 1995), Fußballspieler
- Phitiwat Sukjitthammakul (* 1995), Fußballspieler
- Pornpawee Chochuwong (* 1998), Badmintonspielerin